# Lawrence Makoare
Lawrence Makoare (* 20. březen 1968) je novozélandský herec maorského původu.
Známý je především pro své účinkování v trilogiích Pán prstenů a Hobit, kde ztvárnil čtyři různé role, přičemž některé přebral po jiných hercích. V prvním díle trilogie Pán prstenů hrál skřeta Lurtze, ve třetím díle skřeta Gothmoga (hlas mu však propůjčil Craig Parker) a Pána nazgûlů (v prvním díle ho ztvárnil Brent McIntyre a namluvil Andy Serkis) a ve druhém díle trilogie Hobit skřeta Bolga (v prvním díle ho ztvárnil Conan Stevens a ve třetím John Tui).

## Filmografie
- 2014 Hobit: Bitva pěti armád
- 2014 Krajina smrti
- 2013 Hobit: Šmakova dračí poušť – skřet Bolg
- 2012 Auckland Daze
- 2003 Pán prstenů: Návrat krále – Pán nazgûlů a skřet Gothmog
- 2002 Dnes neumírej – Mr. Kill
- 2001 Pán prstenů: Společenstvo prstenu – skřet Lurtz
- 1999 Jak dopadají zoufalci?
- 1998 Mladý Hercules (seriál)
- 1995 Xena
- 1994 Rapa Nui - střed světa